# Biuro Maklerskie PKO Banku Polskiego
Biuro Maklerskie PKO Banku Polskiego – polskie biuro maklerskie, prowadzące działalność od 1991 roku. Specjalizuje się w obsłudze maklerskiej klientów indywidualnych i instytucjonalnych. Jest jednostką organizacyjną w strukturze PKO Banku Polskiego.

## Obszary działalności
Podstawowym obszarem działalności Biura Maklerskiego PKO Banku Polskiego jest pośrednictwo w zawieraniu transakcji na Giełdzie Papierów Wartościowych w Warszawie S.A. (Rynek Główny i NewConnect) oraz na rynku pozagiełdowym (BondSpot S.A.). Biuro umożliwia dostęp do niemal wszystkich instrumentów finansowych dostępnych na polskim rynku, a w szczególności do akcji, praw do akcji, obligacji, kontraktów terminowych i opcji. Świadczy również usługę w zakresie wykonywania zleceń na rynkach zagranicznych. Jego działalność obejmuje także inne usługi finansowe, m.in. doradztwo inwestycyjne oparte na portfelach modelowych. Prowadzi również sprzedaż polskich detalicznych obligacji skarbowych.
W zakresie usług maklerskich przeznaczonych dla klientów instytucjonalnych, Biuro Maklerskie PKO Banku Polskiego wprowadza spółki do obrotu giełdowego i przeprowadza emisje papierów wartościowych.
Przedsiębiorstwo jest członkiem GPW, który spełnia wymagania Kategorii 3 Regulacji S oraz Zasady 144A na podstawie amerykańskiej ustawy o papierach wartościowych z 1933 r., z późn. zm. (ang. Regulation S under the United States Securities Act of 1933). Dzięki temu może działać w segmencie akcji spółek amerykańskich podlegających ograniczeniom z powodu amerykańskiego prawa papierów wartościowych.

## Historia
Biuro Maklerskie PKO Banku Polskiego otrzymało zezwolenie na działalność w zakresie publicznego obrotu papierami wartościowymi na podstawie uchwały Komisji Papierów Wartościowych i Giełd nr 17/91 z dnia 26 sierpnia 1991 r., a uchwałą Giełdy Papierów Wartościowych w Warszawie S.A. nr 24/91 z dnia 27 września 1991 roku został wpisany do rejestru uczestników bezpośrednich Krajowego Depozytu Papierów Wartościowych.
W 1992 roku Dom Maklerski został wyodrębniony ze struktur PKO Banku Polskiego i otrzymał nazwę Bankowy Dom Maklerski.
W 2000 roku, w wyniku przekształcenia Powszechnej Kasy Oszczędności – Banku Państwowego w jednoosobową spółkę Skarbu Państwa, Powszechną Kasę Oszczędności Bank Polski S.A, nazwa Domu Maklerskiego została zmieniona na: Powszechna Kasa Oszczędności Bank Polski S.A. Bankowy Dom Maklerski.
W 2006 roku Uchwałą Zarządu Banku nazwa Domu Maklerskiego została zmieniona na Powszechna Kasa Oszczędności Bank Polski Spółka Akcyjna Oddział – Dom Maklerski PKO Banku Polskiego w Warszawie.
W 2019 roku, w związku ze zmianą przepisów z zakresu obrotu instrumentami finansowymi nazwa Domu Maklerskiego została zmieniona na Powszechna Kasa Oszczędności Bank Polski Spółka Akcyjna Oddział – Biuro Maklerskie w Warszawie („Biuro Maklerskie PKO Banku Polskiego”).

## Kanały dystrybucji
Biuro Maklerskie PKO Banku Polskiego świadczy usługi maklerskie poprzez:
- sieć placówek Punktów Obsługi Klienta Biura Maklerskiego PKO Banku Polskiego oraz Punktów Usług Maklerskich zlokalizowanych w Oddziałach PKO Banku Polskiego[10]
- telefoniczne centrum obsługi klientów call center,
- internetowy serwis transakcyjny: supermakler i supermakler mobile, również w wersji tabletowej[11]

## Nagrody i wyróżnienia
Biuro Maklerskie PKO Banku Polskiego jest zdobywcą wielu prestiżowych nagród oraz laureatem rankingów z rynku kapitałowego. W ostatnich latach wielokrotnie było nagradzane między innymi statuetką „Byki i niedźwiedzie” przyznawaną przez Gazetę Giełdy Parkiet oraz „Broker Roku” przyznawaną przez Giełdę Papierów Wartościowych w Warszawie. Jest również wielokrotnym zwycięzcą rankingu Ogólnopolskiego Badania Inwestorów przygotowywanego przez Stowarzyszenie Inwestorów Indywidualnych i Bankier.pl.